# Transpirace

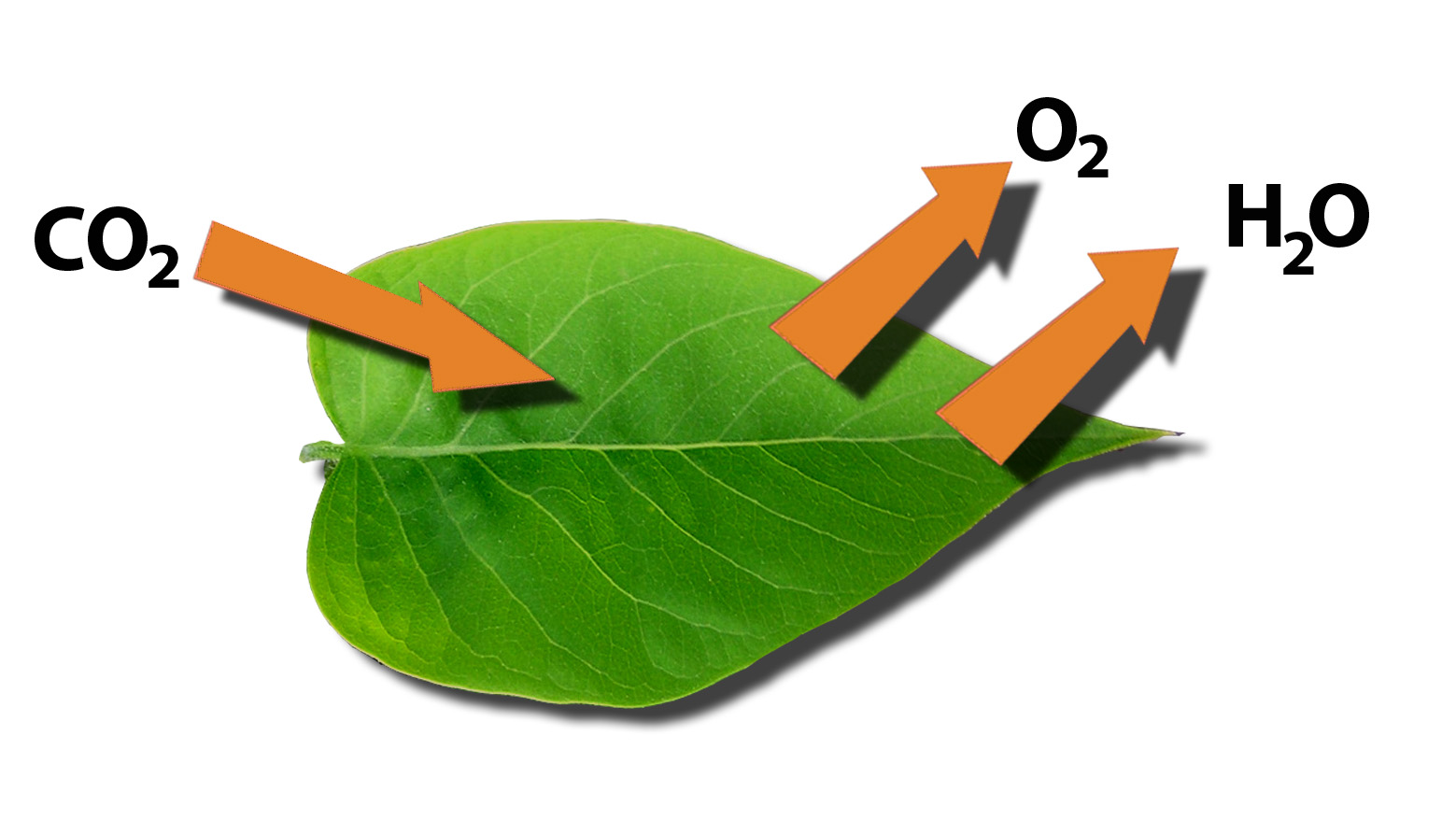
Transpirace, tedy výdej vody, se odehrává z velké části listy

Transpirace je výdej vody povrchem rostlin, respektive listem. Je ukončením tzv. transpiračního proudu, který vede vodu z kořenů cévními svazky do listů. Jde o samovolné odpařování vody, takže se jedná o zcela pasivní děj. Na transpiraci má vliv slunečné záření a proudění vzduchu.

## Dělení
Rozlišujeme tyto typy transpirace:
- Pokožková (kutikulární) transpirace – povrchem epidermálních buněk krytých kutikulou (např. u sciafyt, jehličnanů či sukulentů), intenzivnější u mladých rostlin
- Průduchová (stomatární) transpirace – výpar pomocí průduchů, je regulovatelný a jedná se o nejdůležitější typ transpitrace
- Peridermální či lenticelární transpirace (lenticelami)

## Funkce
Transpirace umožňuje zásobování všech částí rostliny vodou a minerálními živinami a zabraňuje přehřívání listů. Zajišťuje správný průběh fotosyntézy a dýchání. Souvislé rostlinné porosty transpirací vyrovnávají teplotní rozdíly mezi dnem a nocí. Proto jsou na územích bez vegetace (např. pouště) velké rozdíly mezi denní a noční teplotou. Příbuzným jevem je gutace, kdy dochází k výdeji vody v kapalné formě.

## Mechanismus
Průduchová transpirace je regulována otvíráním a zavíráním průduchů. Většina vody přijatá rostlinou, je opět vydána do prostředí ve formě vodních par. V noci převládá příjem vody, ve dne transpirace.
Celkové množství vody přijaté rostlinou je vysoké. Např. jedna rostlina kukuřice spotřebuje za jedno vegetační období asi 200 litrů vody.[zdroj?]